# Хмелинец (Задонский район)
Хмелинец — село в Задонском районе Липецкой области России. Административный центр Хмелинецкого сельсовета.

## Название
Ойконим от гидронима Хмелинка. Речка, давшая имя селу, получила название по зарослям хмеля.

## География
Находится на р. Хмелинке, правом притоке Дона, в 74 км от Липецка 

## История
Известно с 1615 года. В 1670 году был селом с церковью, имел 47 дворов.
В 1859 году в селе построен сахарный завод. 
В 1907—1908 годах в Хмелинце начала работать начальная школа.  

В 1924 году в связи с развитием народного хозяйства после гражданской войны школы были переведены на самообслуживание: так как не было средств для оплаты персонала школы. Дети вместе с учителями пилили дрова, убирали здание школы, топили печи. В 1931 году школа стала семилетней, называлась она ШКМ. Заведующий школой была Числова Татьяна Михайловна, учителями: Белоусов Г. И.- учитель математики, Лукьянова — учитель русского языка и литературы. Учителей было мало. Школа находилась в бывшем помещичьем доме. Здесь же находились клуб, библиотека, квартира для рабочих, контора. Школа занимала всего 3 комнаты. В них занимались 5, 6 и 7 классы. Тем кому надо было заканчивать среднюю школу, уходили в г. Задонск. В Хмелинце средняя школа была построена в 1936 году. Теперь это здание больницы.
В 1979 году в состав села вошла деревня
Парусное 

## Население
| 2010 |
| ---- |
| 1055 |

## Инфраструктура
Личное подсобное хозяйство с зоной сельскохозяйственного использования, индивидуальная застройка усадебного типа.
Основа экономики — сельское хозяйство.
Газораспределительная станция Хмелинецкая, Больница

## Достопримечательности
В зелени парка разместился мемориальный комплекс:
Барельефы земляков — Героев Советского Союза. Бронзовый бюст дважды Героя Советского Союза Михаила Тихоновича Степанищева (1917—1946), уроженца д. Колесова Хмелинецкого сельсовета, открыт в 1948 году, скульптор Г. В. Нерода. Входит в «Список памятников искусства, подлежащих охране как памятники государственного значения».
Стела и стена памяти с именами земляков, погибших на фронтах Великой Отечественной войны.
Здание усадьбы и памятник М. Т. Степанищеву являются объектами охраны культурного наследия Липецкой области.
Полуразрушенное здание церкви Покрова Пресвятой Богородицы постройки 1805 г.: в 30-е годы оно лишилось купола и было переоборудовано под сельский клуб. Роль православного храма в селе сегодня принадлежит небольшой часовне имени святителя Николая. 

## Транспорт
Автобусное сообщение.
Остановка общественного транспорта «Хмелинец» находится у Администрации сельского поселения Хмелинецкий сельсовет. 